# مصطفی محمودوف
مصطفی محمودوف (ترکی آذربایجانی: Mustafa Mahmudov) نماینده مجلس ملی جمهوری دمکراتیک آذربایجان بود.

## زندگی‌نامه
مصطفی محمودوف در سال ۱۸۷۸ در روستای «کردامیر» استان گوی‌چای زاده شد. وی ابتدا در مدرسه روستای کردامیر و بعد در مدرسه استان گوی‌چای تحصیل کرد. سپس در دانشسرای عالی ماورای قفقاز واقع در گوری به تحصیلات خود ادامه داد. در سال ۱۸۹۹، از این دارالمعلمین دانش‌آموخته شد. بعدها برای مدت مدیدی در مدارس مختلف آموزگاری نمود.

## کارنامه سیاسی

### نمایندگی در دوره دوم دومای روسیه
مصطفی محمودوف در ۶ فوریه سال ۱۹۰۷ به دومای روسیه راه یافت. وی عضو ۹ بخش و همچنین ۴ کمیسیون دوما بود.

### نمایندگی در شورای قفقاز جنوبی
مصطفی محمودوف در ۹ فوریه سال ۱۹۱۸، در نامه ای خطاب به رئیس دارالمعلمین ماورای قفقاز به او اطلاع داد که، به عنوان نماینده «ائتلاف اسلامی» به «شورای قفقاز جنوبی» انتخاب شده‌است. وی فعال‌ترین نمایندگان مسلمان در شورای محسوب می‌شد.

#### نمایندگی در شورای ملی
در پی سقوط جمهوری فدرال دموکراتیک قفقاز جنوبی در ۱۶ ماه می سال ۱۹۱۸، نمیندگان مسلمان شورای ملی آذربایجان را تأسیس کردند. آنها اعلام داشتند که، این، نهاد قانونگذاری می‌باشد، که می‌تواند سرنوشت آذربایجان و مردم آذربایجان را تعیین نماید. مصطفی محمودف منشی جلسه ای بود، که استقلال جمهوری دمکراتیک آذربایجان در آن اعلان شده بود.
مصطفی محمودوف یکی از ۸ نماینده امضا کننده اعلامیه استقلال جمهوری دمکراتیک بود.

##### نمایندگی در مجلس ملی جمهوری دمکراتیک آذربایجان
مصطفی محمودوف از حزب مساوات از اولین تا آخرین دوره نماینده مجلس ملی جمهوری دمکراتیک آذربایجان بود. به خاطر فعالیت‌های فراوان به عنوان یک نماینده، به عضویت کمیته کشاورزی آذربایجان درآمد. در تصویب تمام قوانین در مجلس حضور فعالی داشت.
پس از سقوط جمهوری دمکراتیک به دست بلشویکها در ۲۸ آوریل ۱۹۲۰، آذربایجان را ترک نکرد.

## مرگ
مصطفی محمودوف در ۲۳ نوامبر ۱۹۲۷ با اتهامات سیاسی بازداشت و با حکم دادگاه به مجازات اعدام با تیرباران محکوم شد. در ۲۰ دسامبر همان سال حکم اعدام اجرایی و وی گلوله‌باران شد.